# Hexafluoruro de uranio

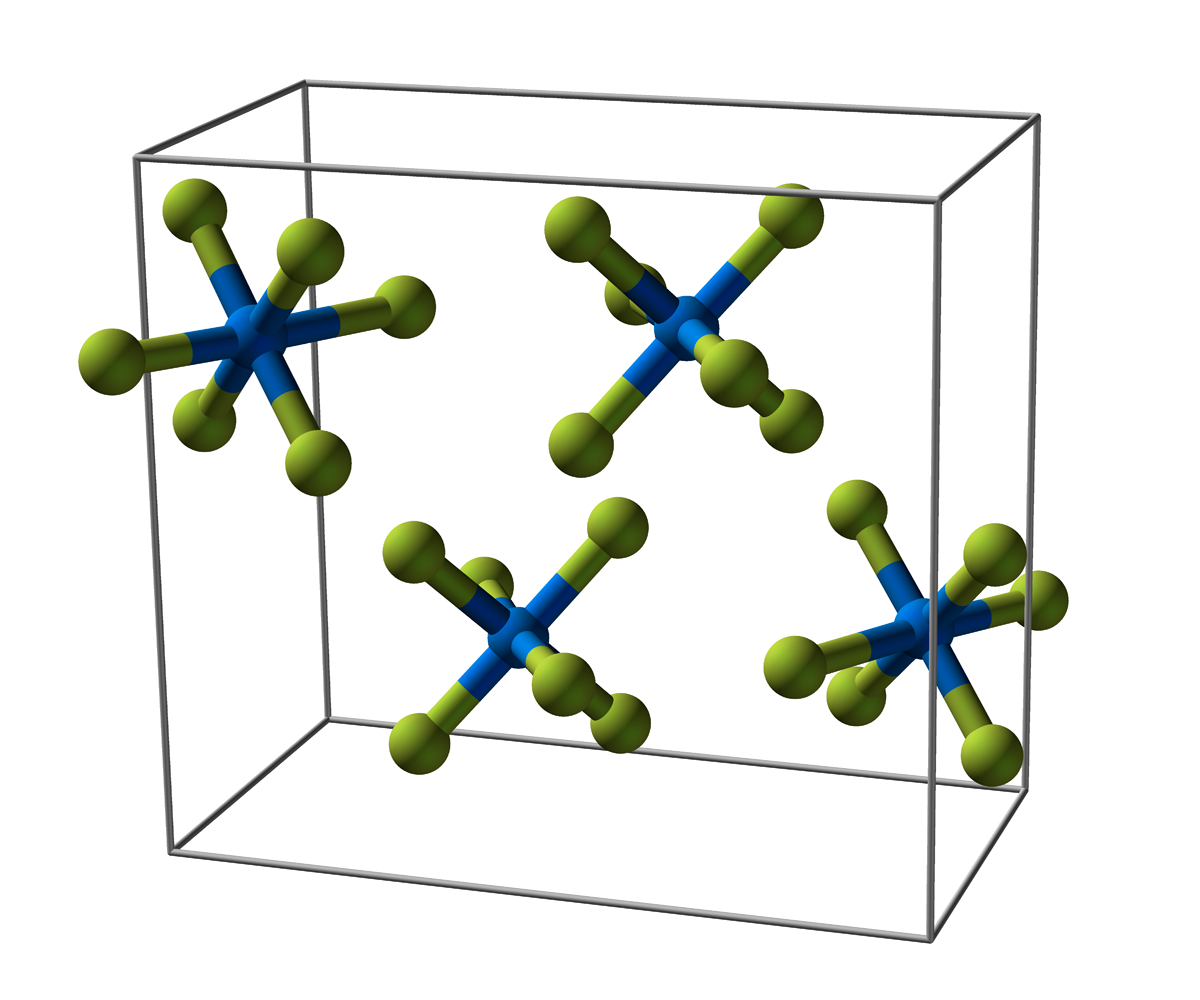
Gráfico en tres dimensiones del Hexafluoruro de uranio.

El Hexafluoruro de uranio es el gas más pesado conocido. Su fórmula es UF6. Este se forma por la combinación de fluoruro o silicato con el uranio.

## Síntesis
La síntesis inicial de hexafluoruro de uranio fue realizada por Otto Ruff y Alfred Heinzelmann en 1909. Esta síntesis tuvo lugar en un tubo de platino a -20 °C con exclusión de la humedad mediante la reacción del cloruro de uranio con flúor.
{\displaystyle {\ce {2UCl5 + 5F2 -> UF6 + UF4 + 5Cl2}}}

Los mismos autores presentaron una primera descripción general del hexafluoruro de uranio al Journal of Inorganic Chemistry en 1911.7 Además de la síntesis presentada anteriormente, se presentaron dos variantes más y se describieron algunas propiedades y reacciones.
La reacción del cloruro de uranio con fluoruro de hidrógeno (HF) no es adecuada para la preparación de UF6 puro, ya que es difícil de separar del HF.
{\displaystyle {\ce {2UCl5 + 10HF -> UF6 + UF4 + 10HCl}}}

Si se permite que el uranio metálico o el dicarburo de uranio (UC2) reaccione con el flúor (en presencia de pequeñas cantidades de cloro como catalizador), se puede observar una conversión completa en UF6.

{\displaystyle {\ce {UC2 + 7F2 -> UF6 + 2CF4}}}

## Usos
Gracias a lo pesado de sus moléculas es posible utilizar el centrifugado para separar los isótopos 235U y 238U, obteniendo de esta manera uranio enriquecido.

## Toxicidad
El hexafluoruro de uranio es muy tóxico y —dependiente del isótopo del uranio— más o menos radiactivo. Encontrándose en agua —también con el fluido corporal—, hexafluoruro de uranio produce el ácido fluorhídrico muy corrosivo.